# 室蘭ビル管理
室蘭ビル管理株式会社（むろらんビルかんり）は、北海道室蘭市に本社をおくビルメンテナンス会社である。通称は「室ビル」、「MBK」。
北海道全域にて常駐清掃員の受託・巡回清掃、定期清掃、特別清掃、病院清掃、新築ビル・新築住宅の竣工清掃や警備を主に行う会社である。
常駐清掃員の受託はビル、病院、パチンコ店と多岐に渡り、警備も施設警備、コンサート警備、道路警備などを行っている。

## 会社案内
商号
室蘭ビル管理株式会社
所在地
本社 - 北海道室蘭市中島町3丁目2番
札幌支店 - 北海道札幌市東区伏古14条4丁目1番5号
苫小牧営業所 - 北海道苫小牧市青雲町2丁目24番地9号
伊達営業所 - 北海道伊達市長和町520番地10
営業許認可
北海道知事登録
建築物環境衛生総合管理業 北海道17総第41号
建築物飲料水貯水槽清掃業 北海道第57貯第2号
医療関連サービスマーク認定 番号G(8)-1506010582
警備業届出認可 北海道公安委員会 認定番号 第10000058号
諸官庁登録番号
室蘭労働基準監督署第 3129号
室蘭公共職業安定所 3150-1号
室蘭社会保険事務所 室むあわ
取引銀行
北海道銀行室蘭支店 北洋銀行中島町支店
室蘭信用金庫本店

## 沿革
- 1957年（昭和32年）9月 - 弘栄産業株式会社美装部として創業。
- 1962年（昭和37年）8月 - 北海道ビル管理株式会社発足。（弘栄産業株式会社美装部の事業を継承）
- 1964年（昭和39年）8月 - 室蘭営業所開設。
- 1967年（昭和42年）11月 - 室蘭ビル管理株式会社発足。（北海道ビル管理株式会社の事業を継承）
- 1968年（昭和43年）4月 - 社団法人北海道ビルメンテナンス協会加入。
- 1972年（昭和47年）4月 - 北海道警備業協会加入。
- 1975年（昭和50年）
  - 4月 - 北海道警備業協会警備研修センター理事会社。（1981年〈昭和56年〉5月退任）
  - 5月 - 北海道ボイラ整備協会理事会社。
  - 11月 - 社団法人日本ボイラ協会北海道支部代議員会社。
- 1976年（昭和51年）
  - 4月 - 社団法人北海道ビルメンテナンス協会室蘭地区協議会会長会社。
  - 5月 - 室蘭基準協会幹事会社。
- 1977年（昭和52年）
  - 4月 - 社団法人日本ボイラ協会室蘭地区支部へ技術部会会長会社。（1981年〈昭和56年〉5月退任）
  - 10月 - 北海道警備研修センター理事会社。
- 1981年（昭和56年）5月 - 社団法人北海道ビルメンテナンス協会理事会社。（1981年〈昭和56年〉5月退任）
- 1983年（昭和58年）5月 - 社団法人北海道ビルメンテナンス協会監査会社。
- 1995年（平成7年）9月 - 室蘭市幸町から同市中島町現本社ビルに移転。
- 1996年（平成8年）3月 - フッ素樹脂コーティング事業展開。
- 1997年（平成9年）
  - 9月 - 輸入ケミカルによるインテリアクリーニング事業展開。
  - 株式会社リバルと提携。タイルカーペットリース＆メンテナンス「REDシステム」採用。
- 1999年（平成11年）5月 - 無機質コーティング及び室内空気環境改善のための空気イオンの応用技術研究着手。
- 2001年（平成13年）
  - 4月 - 札幌営業所開設。環境ガス（VOC）測定業務開始。
  - 6月 - シックハウス・シックスクール対策及び、VOC抑制施工技術プロジェクト稼動。
- 2004年（平成16年）4月 - スクール児童館業務受託
- 2005年（平成17年）
  - 4月 - 札幌営業所 豊平区に移転。
  - 9月 - 遊技場施設管理業務受託（室蘭、登別、札幌、函館、小樽、帯広、釧路）
- 2006年（平成18年）4月 - 児童館（4館）指定管理者業務受託
- 2008年（平成20年）11月 - 札幌営業所 白石区に移転。
- 2009年（平成21年）4月 - 伊達営業所開設。
- 2013年（平成25年）5月 - 伊達営業所 移転。
- 2016年（平成28年）1月 - 札幌営業所 東区に移転。
- 2017年（平成29年）11月 - 札幌営業所 支店に昇格。
- 2018年（平成30年）6月 - 苫小牧営業所開設。

## 事業概要

### ビルメンテナンス業務
常駐清掃員（クリーンクルー）の受託、巡回清掃
主にビルの共用部分※の清掃作業を中心に、日常的に清掃を行います。庭園及び公園の清掃・維持管理もふくめ、常に美観を保つ。
※ビルの入居者、テナントなどが共用で使う場所
定期フロアクリーニング・カーペットクリーニング
床や内外壁の清掃、天井、ガラス、の清掃・洗浄等、定期的に行う清掃作業。普段出来ない箇所もケア。
特別清掃
特別な技術と機材で行う清掃作業です。高所など、定期清掃範囲以外の場所のケア。
病院清掃
専門のスタッフと先進の技術力で、施設の環境衛生に貢献。
新築ビル及び新築住宅の竣工時清掃
完成する建物の美しさをさらに引き出す最終清掃。引渡し後の大型施設等での搬入時・開所／開店前清掃等。
タイルカーペットリース・メンテナンス「REDシステム」
月々のリース料のみで好みのタイルカーペットが5年間使用。
美観・衛生の維持に欠かせないメンテナンスもセットでお得な床リースシステム。格調高いカーペットフロアが実現。
硬質ガラス質コーティング「アールコート」
フロアメンテナンスの常識を超えた、高硬度のガラス質コーティング。Pタイルや石材などの硬質床を長期間保護し、日常のメンテナンスも簡単でき清掃にかかるランニングコストの低減に。
光触媒消臭施工、建物内外汚染環境復旧工事
シックハウス・シックスクール対策に効果を発揮し、室内での燃料漏えい事故やその他消臭対策にも応用可能。
日光や蛍光灯の光で、悪臭や有害物質を分解・無害化する光触媒施工と、遠赤外線放射鉱物を利用した化学物質抑制施工法をプラス。
臭気吸着剤、リフォーム技術の併用で室内環境を改善する。

### 施設保守管理業務
熱源・動力設備保守管理
電力並びに冷暖房装置の保守調整・定期整備及び有資格電気技術者、ボイラ技師の派遣やエレベーターの保守調整及び運行操作管理。
給排水設備保守管理
給排水設備の保守管理・整備。飲料水貯水槽の清掃・管理、浄化槽清掃及び薬液点滴。空気環境の測定・改善提案、施工。
機械設備保守管理
構内電話交換の保守操作、その他機器類の保守管理に付随する一切の業務。

### 建物内外・施設・物件等保守警備業務
建物及び施設保管物件の警備、貨幣、有価証券・重要書類等の護送警備。建設現場における交通誘導・巡回、保安警備。
各種イベント・展示会等の催物会場の保安警備。個人、団体等の警護。店舗・商品等の窃盗防護監視。
その他保安管理に付随する一切の業務。

### リフォーム工事業務
内装リフォーム（クロス張替・床工事・タイル張等）。外壁塗装及び外壁クリーニング工事。
ゴムチップ弾性舗装工事。浸透性防水剤処理（ラドコン）施工。電装、照明器具取り付け加工、施工。
建具製作・調整。

### ビル消耗品供給業務
トイレットペーパー・水石鹸・ワックス・各種コーティング剤・浄化槽薬液。
各種洗剤等の供給。各種業務用清掃機器・各種マット等の販売。
電気部品・照明器具等の販売。消臭剤販売。

### 開発企画業務
人々の活動の場である建物における内外環境の安全・改善・健康をテーマに様々な分野の技術を応用した独自技術の開発・提供を行う。
住宅内環境ガス（VOC）抑制プログラムの試験及び実施工。同施工で得られたデータに基づく有効性の実証。
光触媒作用を応用した室内消臭加工の実施工。室内汚染復旧プログラムにおける調査・立案・実施工。美観維持システムの効率的運用における調査・立案・実施工。

### 児童健全育成
児童に健全な遊びを与え、その健康を増進し、本来持っている能力や個性を発揮させ自主性・創造性・協調性を養い、より良い環境を通して、情操豊かな児童を育てることを目的とする。
自由な遊び場や自主活動の場を提供しながら、仲間づくりをする。行事、その他の活動を通して、子供たちの豊かな発達を支援する。
子育てを支えるために、保護者や地域の人々とのつながりをつくり協力や共同の力を育ててより良い地域環境をつくる。